# Бастила Шан
Ба́стила Шан (англ. Bastila Shan) — персонаж расширенной вселенной «Звёздных войн» времен Гражданской войны джедаев, джедай-страж, мастер-джедай, возлюбленная и жена Ревана. Впервые появилась в компьютерной игре 2003 года Star Wars: Knights of the Old Republic от BioWare.

## История
Бастила родилась на планете Талравин в семье охотника за сокровищами. У неё сформировались крепкие отношения с отцом, но в очень раннем возрасте в ней открылась «чувствительность к Силе» и Орден джедаев забрал её из семьи.
Будучи падаваном, она проявила свою главную способность «боевой медитации», за которую она ценилась в Ордене.

### Гражданская война джедаев
В 3957 ДБЯ Совет джедаев поручил Бастиле и другим джедаям захватить и пленить Дарта Ревана — лидера Империи ситхов, главных противников Республики. Загнав Ревана в ловушку, они принялись с ним драться, но его ученик Дарт Малак предал его, открыв огонь по его кораблю.
С помощью этого Малак узурпировал власть над Империей ситхов, став единоличным правителем. По итогу Реван был ранен, но Бастила спасла его, образовав между ними особую мощную связь Силы.
Бастила с бессознательным Реваном смогла сбежать и отправиться на Дантуин, где был «Анклав джедаев». Там Ревану внедрили новую личность, которой внушили, что республиканский солдат, служивший под командованием Бастилы. Однако их корабль попал в засаду ситхов у Тариса. По итогу Бастила, Реван и капитан корабля Карт Онаси смогли вместе спастись в спасательных капсулах. Бастила потерпела крушение в нижних частях Тариса, где её захватила в плен одна из местных банд.
Реван освобождает Бастилу из плена. Позже с ними связался мандалорец Кандерус Ордо, предложивший корабль «Эбеновый ястреб», который можно использовать, чтобы покинуть планету, которую взяли в блокаду Ситхи. Вместе они вылетели с Тариса, которую разбомбил Дарт Малак.

### В поисках Звёздной кузницы
Прилетев на Дантуин, Совет джедаев принял решение о повторном обучении Ревана. После окончания обучения Совет поручил Бастиле и Ревану исследовать местные руины, в которых они нашли одну из «звёздных карт», узнав о «Звёздной кузнице» — космической станции, способная к бесконечному созданию звездолётов, дроидов и другого военного снаряжения. Нахождение «Звёздной кузницы» является главной целью игры.
Совет дал им поручение найти оставшиеся «звёздные карты» и «Звёздную кузницу». Первой планетой стал Татуин, где Бастила находит свою мать. Она узнаёт о смерти отца и находит голокрон, который он оставил с собой во время смерти. В конечном итоге, они находят вторую «звёздную карту», сразив крайт-дракона. Оставшиеся «звёздные карты» они нашли на Кашиике и Коррибане.
В процессе путешествия Бастила наблюдала за Реваном, опасаясь повторного падения на тёмную сторону Силы. В итоге она начала восхищаться Реваном и его верному служению светлой стороне Силы.

### Ученица Малака
В процессе путешествия, их корабль захватил «Левиафан». Сбегая с него, команда наткнулась на Малака. Бастила пожертвовала собой и дала возможность уйти своим друзьям, начав сражаться с Малаком. Она проиграла ему и была взята в плен. Бастила подверглась пыткам, с целью склонения её к Тёмной стороне Силы. В итоге Бастила стала ситхом и новым учеником Малака.
Реван и команда находят Звёздную кузницу и планету, и падает на ближайшую планету, на которой есть «Храм древних», который даёт возможность отключить поле, не дающее приблизиться к Кузнице. Там их встречает Бастила, уже на Тёмной стороне, которая сразилась с Реваном, игнорируя его просьбы возвращения к Светлой стороне. По итогу битвы Бастила сбежала в «Звёздную кузницу».

### Возвращение к светлой стороне
Началась «Битва за Звёздную кузницу». Республика атаковала Кузницу. Тёмная Бастила использовала свою «Боевую медитацию», с целью помешать Республике в битве. Её находит Реван, который пытается склонить Бастилу к свету. Ему это удаётся и они друг другу признаются в чувствах.
Бастила, вернувшаяся к Светлой стороне, продолжила использовать «Боевую медитацию» с целью помощи Республике. Реван ушёл сражаться с Малаком, по итогу убив его. Команда покинула Кузницу и она взорвалась.

### Жизнь после войны
После войны Бастила и Реван поженились на Корусанте. Совет джедаев согласился на свадьбу при условии, что Реван с Бастилой не станут распространять «философию» среди джедаев, поскольку последние десятилетия в Ордене любовные узы считались ересью.
К Ревану постепенно возвращались утраченные воспоминания. Реван вспоминил об угрозе Республике из «Неизведанных регионов» и вместе с Т3-М4 и Кандерусом Ордо отправился туда. Бастила оказалась беременной и по этому не смогла отправиться вместе с ним. Реван так и не вернулся обратно.
После победы над Дартом Нихилусом, главная героиня второй части Митра Сурик («Изгнанница») смогла поговорить со старым другом Ревана Картом Онаси. Бастила захотела узнать у Карта, знает ли Митра что-то про Ревана. Т3-М4 рассказал, с какой целью Реван ушёл. Митра решила найти Ревана, и Бастила отдала ей его маску. Бастила так и не увидела Ревана и Митру.

### Наследие
У Бастилы были потомки. От Ревана она была беременна Ванером Шаном. Ванер и его жена подарили Бастиле внуков. Потомки Ревана и Бастилы, особенно Сатель Шан, сыграют важную роль в Великой Галактической войне в игре «Star Wars: The Old Republic».
На планете Кореллия в память Бастиле была воздвигнута голографическая статуя, наряду с другими членами экипажа «Эбенового ястреба», для увековечивания памяти и их заслуг Республике.
Джедай-историк Нюст-Дюрал оставил архивные записи о конфликтах Галактической Республики и Империи ситхов. В одной из записей было рассказано о Бастиле Шан и о Гражданской войне Джедаев — войне, которой посвящается игра «Star Wars: Knights of the Old Republic».

## Альтернативная линия
Однако кроме каноничного прохождения игры есть и другой вариант прохождения игры. Так, если игрок выбирает женский пол Ревану, или же игрок не развивает с Бастилой романтических отношений, спасти её во время Битвы на «Звёздной кузнице» намного сложнее. Возможен и вариант, когда Ревану не удаётся убедить Бастилу покинуть Тёмную сторону: в этом случае он убивает её. Однако существуют ещё два варианта развития событий, связанных с Тёмной стороной Силы.

### Первая тёмная концовка
В неканоничной, тёмной концовке Бастиле удалось склонить Ревана на Тёмную сторону в Храме древних под Звёздной кузницей. Вместе они убьют джедаев Джоли Биндо и Джухани. После возвращения на «Эбеновый ястреб» Реван объяснил отсутствие Биндо и Джухани его команде. Потрясённый их падением на тёмную сторону, Карт Онаси бежал. Реван использует Силу, чтобы убедить Заалбара убить Миссию Вао, либо убивает их обоих. После проникновения в командный центр «Звёздной кузницы» Бастила использует свою боевую медитацию, чтобы помешать флоту Республики, что позволило Ревану сразиться с Дартом Малаком. Поразив Малака, Реван и Бастила становятся новыми лордами ситхов, а Республика оказывается разгромленной.

### Вторая тёмная концовка
На борту «Звездной кузницы» Реван побеждает Бастилу в дуэли на световых мечах. Она умоляла убить ее, и Реван исполнил её желание, отрубив ей голову. Далее события развиваются так же, как и в каноничной истории, однако игрок при этом получает очки Тёмной стороны.

## Оценка
Бастила Шан была номинирована среди 25 других персонажей Расширенной вселенной «Звездных войн», как дизайн фигурки в опросе «Выбор фанатов» Hasbro и Toyfare 2006 года. В опросе 2009 года Бастила Шан была выбрана победителем по выбору фанатов.